# Eryl McNally
Eryl Margaret McNally (n. 11 aprilie 1942) este un om politic britanic, membru al Parlamentului European în perioadele 1994-1999 și 1999-2004 din partea Regatului Unit.
1. ↑  Margaret Eryl Macdonald Williams, The Peerage
2. 1 2  The Peerage
3. 1 2  Deputații în Parlamentul European